# カトリック那覇教区
カトリック那覇教区（カトリックなはきょうく、英: Roman Catholic Diocese of Naha）は、沖縄県を管轄区域とするキリスト教 カトリック教会の司教区。司教座聖堂（カテドラル）は開南教会だが、司教館・教区事務所は安里教会に所在。

## 司教座聖堂
- 司教座 – 那覇カテドラル 開南教会

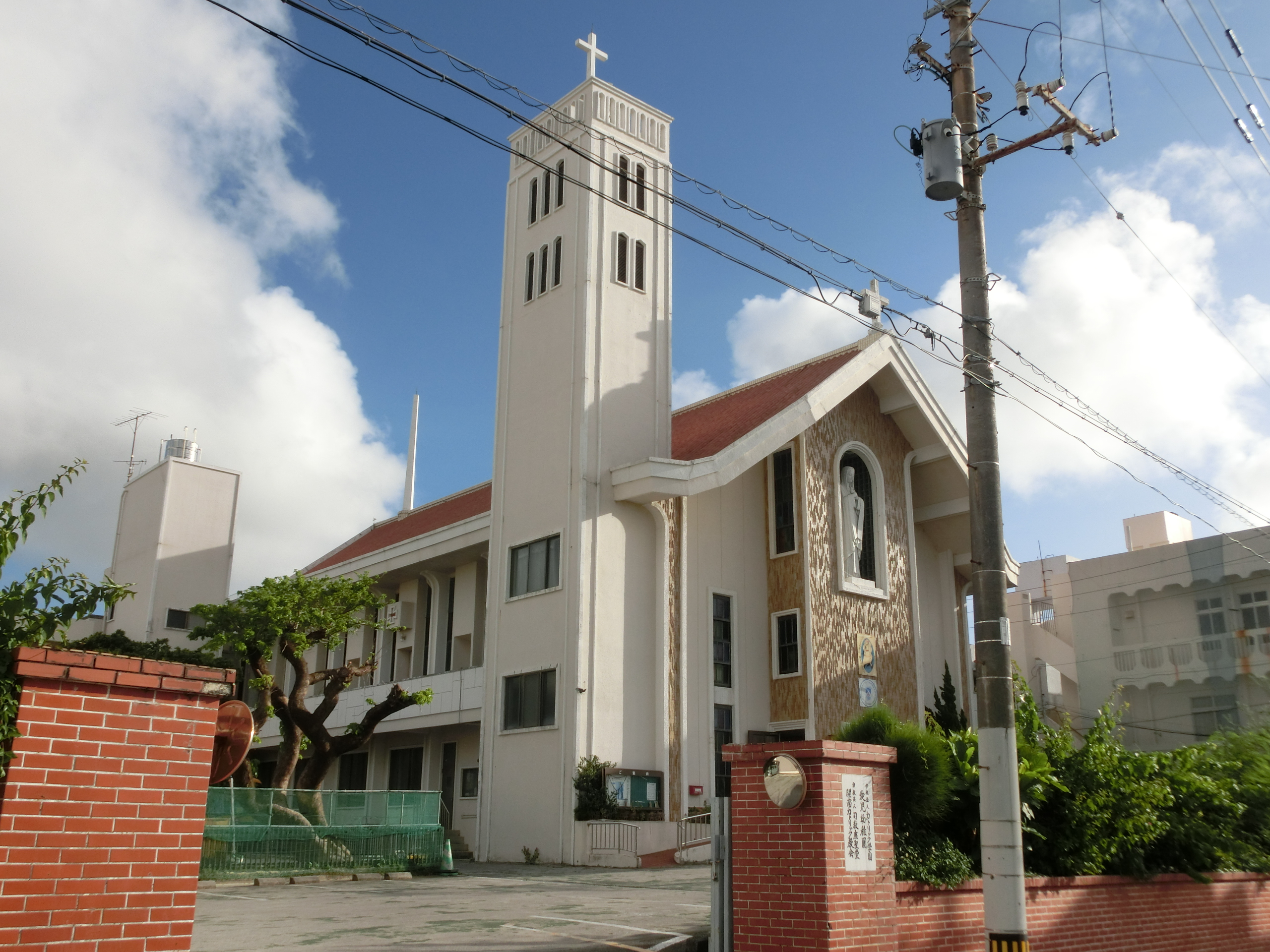
開南教会

## 沿革
- 1846年（弘化3年） - 日本使徒座代理区が設立され、横浜に代理区長館が設置される。
- 1866年（慶応2年） - 代理区長館が長崎に移転。
- 1876年（明治9年） - 5月22日、日本使徒座代理区を日本北緯使徒座代理区（現在の東京教区）、日本南緯使徒座代理区の2区に分割。南緯代理区は近畿、中国、四国および九州 の各地方を管轄区域とした。
- 1888年（明治21年） - 南緯代理区より近畿、中国、四国の3地方が新設の中部代理区として独立（現在の大阪教区）。
- 1891年（明治24年） - 6月15日、南緯代理区は 長崎教区に昇格。
- 1927年（昭和2年） - 3月18日、長崎教区より 鹿児島、沖縄の両県が鹿児島使徒座知牧区として独立、カナダのフランシスコ会に委託された（現在の鹿児島教区）。
- 1947年（昭和22年） - 1月13日、サンフランシスコ講和条約によって、米国の軍政下に入ったトカラ列島、奄美列島および沖縄県は鹿児島知牧区より離れ、教皇庁直轄の琉球列島使徒座管理区として一時的にグアム代理区（現在のアガナ教区(英語版））に委託され、米国、カプチン・フランシスコ修道会より宣教師を派遣。
- 1949年（昭和24年） - 1月21日、琉球管理区はグアム代理区を離れ、カプチン会に委託。
- 1952年（昭和27年） - 2月28日、琉球管理区より、奄美群島を除く南西諸島の北部8島[2]を鹿児島知牧区へ移管。
- 1955年（昭和30年） - 5月8日、琉球管理区より奄美群島[3]を鹿児島教区に移管。
- 1972年（昭和47年） - 12月18日、琉球管理区は那覇教区に昇格。

## 歴代使徒座管理区長・司教（教区長）

### 使徒座管理区長
- 初代 – アポリナリス・バウムガートナー（カプチン・フランシスコ修道会） 1947年 – 1949年
- 2代 – フェリックス・レイ（英語版）（カプチン・フランシスコ修道会） 1949年 – 1972年

### 司教（教区長）
- 初代 – ペトロ・バプティスタ石神忠真郎（カプチン・フランシスコ修道会） 1973年 – 1997年
- 2代 –  ベラルド押川壽夫（コンベンツァル聖フランシスコ修道会） 1997年 – 2018年
- 3代 – ウェイン・フランシス・バーント（カプチン・フランシスコ修道会）2018年 – 現在

## 所在地・交通アクセス
- 開南教会

住所: 〒900-0022 沖縄県那覇市樋川1-13-10
ゆいレール「県庁前駅」下車
- 安里教会

住所: 〒902-0067 沖縄県那覇市安里3-7-2（北緯26度13分18.0秒 東経127度41分49.1秒 / 北緯26.221667度 東経127.696972度）
ゆいレール「おもろまち駅」下車